# Roodkraaglijster
De roodkraaglijster (Turdus rufitorques) is een zangvogel uit de familie lijsters (Turdidae).

## Verspreiding en leefgebied
Deze soort komt voor in El Salvador, Guatemala, Honduras en Mexico.